# Minerve (1934)
Minerve (Q185) – francuski dwukadłubowy okręt podwodny z okresu międzywojennego i II wojny światowej, jedna z sześciu zbudowanych jednostek typu Minerve. Okręt został zwodowany 23 października 1934 roku w stoczni Arsenal de Cherbourg w Cherbourgu, a w skład Marine nationale wszedł 15 września 1936 roku. Początkowo pełnił służbę na Morzu Śródziemnym, a po zawarciu zawieszenia broni między Francją a Niemcami został przejęty przez Brytyjczyków. We wrześniu 1940 roku „Minerve” weszła do służby w marynarce Wolnych Francuzów, uczestnicząc w patrolach na Morzu Norweskim, Północnym i Oceanie Arktycznym. Okręt przetrwał działania wojenne, a 19 września 1945 roku podczas holowania wszedł na mieliznę nieopodal Portland Bill i uległ zniszczeniu.

## Projekt i budowa
„Minerve” zamówiona została w ramach programu rozbudowy floty francuskiej z 1930 roku. Oficjalny, sygnowany przez marynarkę projekt (o oznaczeniu T2), stworzony przez inż. Jeana-Jacquesa Roqueberta, stanowił ulepszenie 600-tonowych typów Sirène, Ariane i Circé, uwzględniając też doświadczenia stoczni prywatnych przy budowie okrętów typów Argonaute, Diane i Orion. Usunięto większość wad poprzedników: okręty charakteryzowały się wysoką manewrowością i krótkim czasem zanurzenia; poprawiono też warunki bytowe załóg. Na jednostkach powiększono też liczbę wyrzutni torped do dziewięciu, jednak bez możliwości zabierania torped zapasowych.
„Minerve” zbudowana została w Arsenale w Cherbourgu (numer stoczniowy Q54) . Stępkę okrętu położono 17 sierpnia 1931 roku , a zwodowany został 23 października 1934 roku.

## Dane taktyczno-techniczne
„Minerve” była średniej wielkości okrętem podwodnym o konstrukcji dwukadłubowej. Długość między pionami wynosiła 68,1 metra, szerokość 5,62 metra i zanurzenie 4,03 metra . Wyporność normalna w położeniu nawodnym wynosiła 662 tony, a w zanurzeniu 856 ton. Okręt napędzany był na powierzchni przez dwa silniki wysokoprężne Normand–Vickers o łącznej mocy 1800 KM. Napęd podwodny zapewniały dwa silniki elektryczne o łącznej mocy 1230 KM. Dwuśrubowy układ napędowy pozwalał osiągnąć prędkość 14,5 węzła na powierzchni i 9 węzłów w zanurzeniu. Zasięg wynosił 2500 Mm przy prędkości 13 węzłów w położeniu nawodnym (lub 4000 Mm przy prędkości 10 węzłów) oraz 85 Mm przy prędkości 5 węzłów w zanurzeniu. Zbiorniki paliwa mieściły 60 ton oleju napędowego. Dopuszczalna głębokość zanurzenia wynosiła 80 metrów .
Okręt wyposażony był w dziewięć wyrzutni torped: cztery stałe kalibru 550 mm na dziobie, dwie kalibru 550 mm na rufie oraz potrójny zewnętrzny obracalny aparat torpedowy kalibru 400 mm . Łącznie okręt przenosił dziewięć torped, w tym sześć kalibru 550 mm i trzy kalibru 400 mm . Uzbrojenie artyleryjskie stanowiło umieszczone przed kioskiem działo pokładowe kalibru 75 mm M1928 L/35 oraz dwa pojedyncze wielkokalibrowe karabiny maszynowe Hotchkiss kalibru 13,2 mm L/76. Jednostka wyposażona też była w hydrofony .
Załoga okrętu składała się z 3 oficerów oraz 39 podoficerów i marynarzy.

## Służba
„Minerve” weszła do służby w Marine nationale 15 września 1936 roku . Jednostka otrzymała numer burtowy Q185 . W momencie wybuchu II wojny światowej okręt pełnił służbę na Morzu Śródziemnym, będąc jednostką flagową 12. dywizjonu 2. Flotylli okrętów podwodnych w Oranie (w skład którego wchodził ponadto bliźniaczy „Junon” oraz „Ondine” i „Orion”) . Dowódcą jednostki był w tym okresie kmdr ppor. (fr. capitaine de corvette) R.J. Cherdel . 7 grudnia 1939 roku dowództwo okrętu objął kpt. mar. (fr. lieutenant de vaisseau) H.M.P. Bazin .
W czerwcu 1940 roku okręt nominalnie znajdował się w składzie 12. dywizjonu, a jego dowódcą był nadal kpt. mar. Bazin . „Minerve” przebywała w Cherbourgu, gdzie przechodziła remont mający trwać do 1 sierpnia . 18 czerwca, wobec zbliżania się wojsk niemieckich do portu w Breście, „Minerve” i „Junon” holowane przez francuskie holowniki „Zeelew” i „Nessus” opuściły bazę, w eskorcie pomocniczych patrolowców „Pessac” i „Sauterne” . Okręty podwodne, przejęte przez brytyjskie holowniki „Queens Cross” i „Watercock”, dotarły 20 czerwca w towarzystwie niszczyciela HMS „Broke” (D83) do Plymouth . Po podpisaniu zawieszenia broni między Francją a Niemcami, 3 lipca Brytyjczycy przeprowadzili operację Catapult, zajmując siłą wszystkie francuskie okręty znajdujące się w portach brytyjskich (w tym niesprawną „Minerve”) .
We wrześniu 1940 roku „Minerve” weszła do służby w marynarce Wolnych Francuzów . Okręt otrzymał brytyjski numer taktyczny P26  . 21 stycznia 1941 roku jednostka wyszła wraz z brytyjskim HMS „Undaunted” (N55) z Holy Loch do Dundee, w eskorcie uzbrojonego jachtu HMS „White Bear” (4.02) . 10 kwietnia okręt (dowodzony przez kpt. mar. P.M. Sonneville’a) wziął udział w ćwiczeniach ZOP w Scapa Flow z krążownikiem ciężkim HMS „Exeter” (68) . 18 kwietnia jednostka na południowy zachód od Stavangeru wykonała nieskuteczny atak na niemiecki parowiec . Następnego dnia okręt na północny zachód od Egersund (na pozycji 58°42′N 5°34′E/58,700000 5,566667) wystrzelił dwie torpedy w kierunku pływającego w służbie niemieckiej norweskiego zbiornikowca „Tiger” (3941 BRT), jednak obie były niecelne . Od 13 do 29 maja 1941 roku jednostka znajdowała się na patrolu nieopodal południowo-zachodnich wybrzeży Norwegii  . Po wykryciu w pobliżu Bergen pancernika „Bismarck” dowódcy „Minerve” wydano rozkaz przejścia na pozycję 61°53′N 3°15′E/61,883333 3,250000, jednak jednostka nie nawiązała kontaktu z wrogiem .
1 lipca „Minerve” znajdowała się w Scapa Flow, wchodząc w skład brytyjskiej 9. Flotylli okrętów podwodnych . 5 sierpnia okręt powrócił do Scapa z patrolu przeprowadzonego w okolicy Wysp Owczych . 19 października jednostka wyszła z bazy na Wyspach Owczych na patrol pod wybrzeże Norwegii, atakując nieskutecznie 29 października pływający dla Niemiec norweski parowiec; 4 listopada „Minerve” zawinęła do Dundee  . 22 listopada okręt wyszedł z Dundee i udał się do Scapa Flow, skąd 25 listopada wyszedł na kolejny patrol na wody okalające Norwegię .
W styczniu 1942 roku „Minerve” znajdowała się w składzie 9. Flotylli, przechodząc remont, a jej dowódcą był nadal kpt. mar. Sonneville . 12 lutego okręt wyszedł z Lerwick na patrol pod południowe wybrzeże Norwegii, powracając do bazy 14 lutego; na kolejną misję pod Norwegię jednostka wyszła 18 lutego  . W drugiej połowie maja w pobliżu sektora „Minerve” przeszedł zespół niemieckich okrętów składający się z krążownika ciężkiego „Lützow” i niszczycieli Z4 „Richard Beitzen”, Z10 „Hans Lody”, Z27 i Z29, płynący ze Świnoujścia do Kristiansandu . Na przełomie maja i czerwca okręt wziął udział w operacji zabezpieczenia konwoju PQ-16 . Na początku lipca okręt skierowano w rejon Wyspy Niedźwiedziej, by zabezpieczyć przejście kolejnego arktycznego konwoju, PQ-17 . 12 lipca jednostka wraz z HMS „Trident” (N52) wyszła ze Scapa Flow w rejs do Dundee, w eskorcie uzbrojonego trawlera HMS „Loch Monteith” (FY135) .
W 1943 roku „Minerve” trafiła do stoczni na remont połączony z modernizacją, który objął m.in. demontaż dwóch wkm kal. 13,2 mm i instalację pojedynczego działka przeciwlotniczego Oerlikon kal. 20 mm Mark II/IV . 10 października 1943 roku okręt, znajdujący się na powierzchni w odległości 300 Mm na zachód od Brestu, stał się celem omyłkowego ataku Liberatora z RAF Coastal Command pilotowanego przez Micka Ensora  . Odpalone przez samolot rakiety kal. 127 mm spowodowały śmierć dwóch członków załogi „Minerve” i ciężkie uszkodzenia uniemożliwiające manewr zanurzenia  . Jednostka została odnaleziona przy pomocy radionamiernika HF/DF przez brytyjski niszczyciel eskortowy HMS „Wensleydale” (L86) i doprowadzona do portu . Po tym zdarzeniu jednostka została odstawiona do rezerwy .
Po zakończeniu wojny, 19 września 1945 roku okręt zerwał się z holu i wszedł na mieliznę nieopodal Portland Bill  . Znajdujący się w złym stanie wrak jednostki zalega na głębokości 10 metrów na pozycji 50°31′01″N 2°27′06″W/50,516944 -2,451667 .